# Vol parabòlic

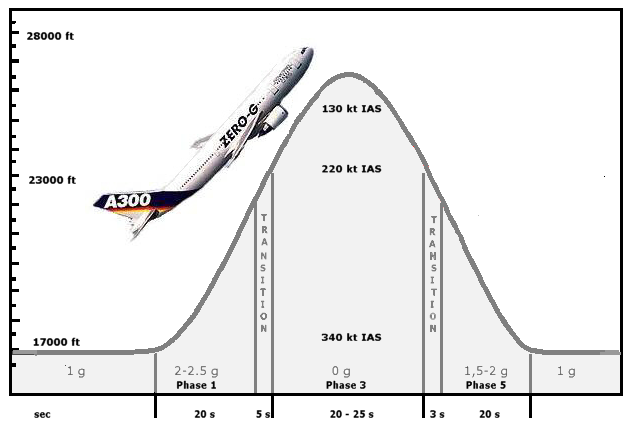
Esquema d'un vol parabòlic. Les mesures estan indicades en peus, la mesura internacional en aeronàutica.

Un  vol parabòlic  és una tècnica de vol en la que un avió preparat per a tal efecte (la cabina del passatge es buida i és encoixinada, almenys en part) descendeix de manera controlada perquè en el seu interior s'aconsegueixi un estat similar al de la caiguda lliure en el buit. Aquesta maniobra permet simular un efecte de microgravetat, és a dir, gravetat propera a zero, durant períodes curts de temps a l'interior de l'aparell. El vol parabòlic s'utilitza habitualment per entrenar els cosmonautes que viatjaran més endavant a l'espai.

## Explicació

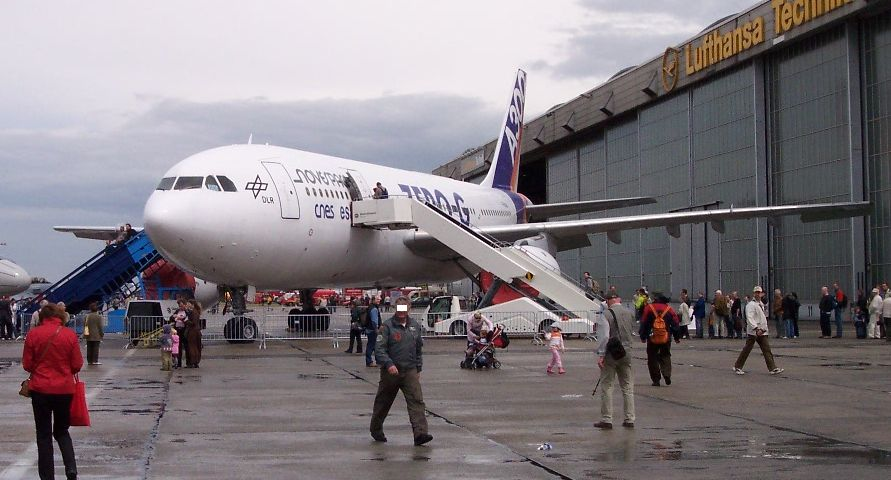
L'Airbus A300 Zero-G.

En arribar als 6.000 metres d'altitud, aproximadament, l'avió sosté (o inicia, si és el cas) una ascensió en angle de 47º, el que provoca una sensació de sobregravetat en el seu interior d'entre 1,8 i 2 g. A l'arribar a uns 8000 m canvia la trajectòria, comença un descens d'inclinació progressiva durant el qual la potència dels motors baixa fins a un mínim que s'usa per a contrarestar la resistència de l'aire. La sensació de gravetat baixa a valors propers a zero. Després d'uns segons de baixada l'avió va elevant progressivament el morro, de manera que la sensació de gravetat augmenta gradualment, els motors van incrementant potència per anivellar l'aparell sobre els 6000 m i es torna a ascendir, tornant a patir un efecte de sobregravetat, i així alternativament.
L'atracció gravitatòria terrestre, en realitat, en cap moment desapareix, la Terra continua exercint la seva atracció, però en no oposar-se cap força a aquesta atracció mentre es cau (i accelerant a 9,8 m/s² cada segon), es deixa de sentir. És com si caigués en el buit, fent l'avió de protecció contra la fricció amb l'aire (que limita la velocitat en un salt de paracaigudisme).
Cada paràbola descrita dura al voltant d'un minut, durant el qual s'aconsegueixen, per aquest ordre, uns 10 minuts de sobregravetat i altres 10 m de microgravetat. En un vol d'aquest tipus se solen realitzar entre 25 i 40 paràboles abans de tornar al vol estabilitzat.

## Empreses dedicades
A Europa aquests vols els realitza l'Agència Espacial Europea en col·laboració amb Novaspace. Els avions emprats són l'Airbus A300 i el Ilyushin. La NASA utilitza el McDonnell Douglas C9 (que recentment va reemplaçar al KC-135) i la Zero-Gravity Corporation (o  Zero-G ) utilitza un Boeing 727 modificat.